# Stibadium manti
Stibadium manti är en fjärilsart som beskrevs av Barnes 1904. Stibadium manti ingår i släktet Stibadium och familjen nattflyn. Inga underarter finns listade i Catalogue of Life.